# Diadromus intermedius
Diadromus intermedius là một loài tò vò trong họ Ichneumonidae.